# Klinkiernia (Białopole)
Klinkiernia – część wsi Białopole w Polsce położona w województwie lubelskim, w powiecie chełmskim, w gminie Białopole.